# فینال جام حذفی فوتبال انگلستان ۱۹۹۰
فینال جام حذفی فوتبال انگلستان ۱۹۹۰، رقابت پایانی جام حذفی فوتبال انگلستان در سال ۱۹۹۰ میلادی است که مابین دو تیم باشگاه فوتبال منچستر یونایتد و باشگاه فوتبال کریستال پالاس در ورزشگاه ومبلی لندن برگزار شده‌است.
این مسابقه که در تاریخ ۱۲ مه ۱۹۹۰ انجام شده‌است با نتیجه ۳ بر ۳ به پایان رسید.
در بازی تکراری که در ۱۷ مه ۱۹۹۰ برگزار شد باشگاه فوتبال منچستر یونایتد با نتیجه یک بر صفر به پیروزی رسید.